# Букаке
Букаке (на японски: ぶっかけ) е полов акт, при който върху един участник еякулират много други участници. Често бива изобразяван в порнографските филми.
Видеоклиповете с букаке са обособена ниша в съвременната порноиндустрия. Жанрът води началото си от Япония през 80-те години на XX век, а впоследствие се разпространява и в САЩ и Европа.
Фактор при развиването на букаке е цензурата в Япония, която принуждава режисьорите да замъгляват гениталиите на актьорите. При букакето се намира начин да се заобиколи цензурирането, тъй като показването на сперма не е забранено.

## Етимология
Букаке е съществително име от глагола „букакеру“, което означава „напръсквам“.